# Соловьёвка (Оконешниковский район)
Соловьёвка — деревня в Оконешниковском районе Омской области России. Входит в состав Золотонивского сельского поселения.

## История
Основана в 1923 году. В 1928 г. выселок Соловьёвский состоял из 19 хозяйств, основное население — русские. В составе Львовского сельсовета Калачинского района Омского округа Сибирского края.

## Население
| 2002 | 2010 |
| ---- | ---- |
| 128  | ↘54  |